# Gil Eanes
Gil Eanes (erste Hälfte 15. Jahrhundert) war ein portugiesischer Seefahrer und Entdeckungsreisender im Dienste Heinrich des Seefahrers.

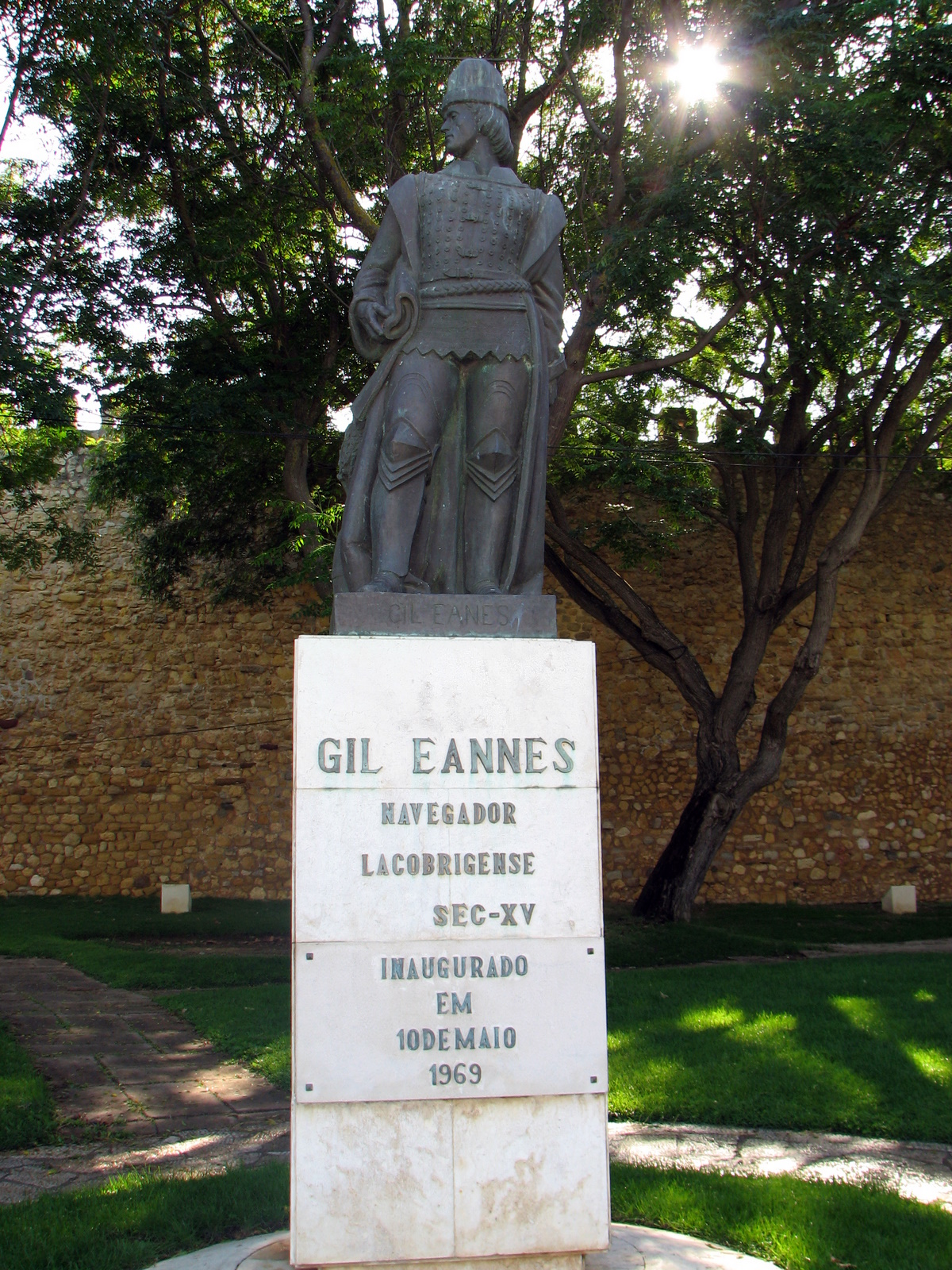
Statue für Gil Eanes in Lagos

## Leben
Über Gil Eanes liegen so gut wie keine persönlichen Daten vor. Die Mehrzahl der Forscher sieht seinen Geburtsort in Lagos. Eine andere Gruppe nimmt die Hafenstadt Olhão an. Im Auftrag von Heinrich dem Seefahrer versuchte er 1433, das an der südmarokkanischen Küste liegende Kap Bojador zu umfahren.
Kap Bojador galt im europäischen Mittelalter als Ende der befahrbaren Meeresgebiete, da südlich davon angeblich in einer kochenden See alles Leben durch die Sonne ausgelöscht und die Haut sich schwarz färben werde. Diese Meinung wurde durch die unwirtliche Küste, Sandbänke und Untiefen sowie den ständigen Nebel am Kap Bojador unterstützt.
1434 gelang es Gil Eanes, auf erst westlichem und dann wieder südlichem Kurs über das Kap hinauszusegeln. Auf der Höhe des Kaps drehte er dann nach Osten und näherte sich vorsichtig der Küste. Wahrscheinlich kam ihm bei diesen Manövern ein Zufall zu Hilfe. Die vorherrschende Windrichtung in diesen Seegebieten erfordert es, bei südlichem Kurs gegen den Wind zu kreuzen. Das konnten die damaligen portugiesischen Schiffstypen kaum. Eanes' kleines Schiff war einmastig mit quadratischem Rahsegel. Wollten die Kapitäne Heinrichs weiter nach Süden vordringen, konnte dies nur mit einem neuartigen Schiffstyp geschehen. In den folgenden Jahren wurde von den Portugiesen daher die Karavelle entwickelt, mit der es möglich wurde, höher am Wind zu segeln und leichter gegenan zu kreuzen.
Eanes stellte fest, dass die See auch nach dem Kap befahrbar bleibt. Zum Beweis seiner Entdeckung, berichtet der Chronist Gomes Eanes de Azurara in seiner Crónica do descobrimento e conquista da Guiné (Chronik der Entdeckung und Eroberung von Guinea), brachte er Heinrich die ersten „Rosen der Heiligen Maria“ (Echte Rose von Jericho) mit. Diese von großem Mut zeugende seemännische Meisterleistung hielten die Portugiesen geheim. Einige Autoren schreiben ihm noch eine weitere Reise zum Kap Bojador zu, danach verlieren sich die Spuren von Gil Eanes in der Geschichte.
Auf dem Denkmal in seiner (möglichen) Geburtsstadt Lagos steht geschrieben: „Er öffnete das alte Meer dem modernen Menschen.“